# Uscio
Uscio (ligurisch Aosci) ist eine italienische Gemeinde in der Metropolitanstadt Genua mit 2140 Einwohnern (Stand 31. Dezember 2023).

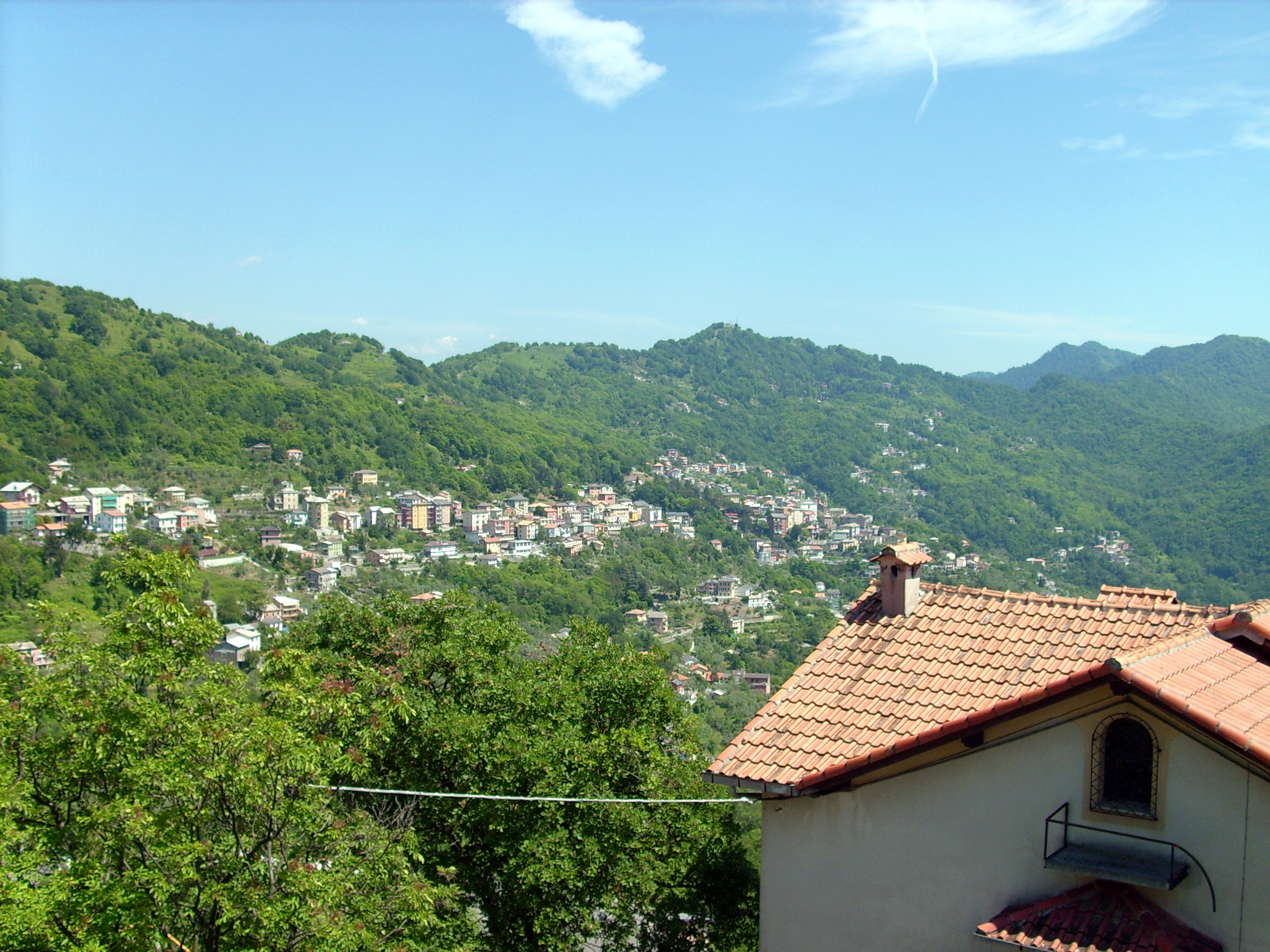
Uscio

## Geographie
Die Gemeinde liegt im Tal Fontanabuona im Ligurischen Apennin. Zusammen mit weiteren 16 Kommunen bildet Uscio die Comunità Montana Fontanabuona.
Nach der italienischen Klassifizierung bezüglich seismischer Aktivität wurde Uscio der Zone 4 zugeordnet. Das bedeutet, dass sich die Gemeinde in einer seismisch inerten Zone befindet.